# Rastrinus
Rastrinus is een monotypisch geslacht van straalvinnige vissen uit de familie van donderpadden (Cottidae).

## Soort
- Rastrinus scutiger (Bean, 1890)